# تيكو كونو
تيكو كونو (باليابانية: 河野多惠子) (30 أبريل 1926، أوساكا في اليابان - 29 يناير 2015، طوكيو في اليابان)؛ كاتِبة وروائية يابانية.

## الجوائز
- وسام الثقافة
- جائزة أكوتاغاوا